# 3919 Maryanning
3919 Maryanning eller 1984 DS är en asteroid i huvudbältet som upptäcktes den 23 februari 1984 av den belgiske astronomen Henri Debehogne vid La Silla-observatoriet. Den är uppkallad efter den brittiska paleontologen, Mary Anning.
Asteroiden har en diameter på ungefär 4 kilometer.